# Amphinema cheshirei
Amphinema cheshirei är en nässeldjursart som beskrevs av Lisa-ann Gershwin och Wolfgang Zeidler 2003. Amphinema cheshirei ingår i släktet Amphinema och familjen Pandeidae. Inga underarter finns listade i Catalogue of Life.